# 優香 明日へSwitch!
『優香 明日へSwitch!』（ゆうか あしたへスイッチ）は、2009年10月5日から2011年9月30日までTBSラジオで毎週月曜-金曜まで23:55 - 24:00に放送されていたミニ番組である。
パーソナリティは優香。TBSグループのラジオ番組制作会社であるテレコム・サウンズの制作。

## 概要
今日から明日への最後の5分間、番組開始から2011年3月までは「明日への活力」となる言葉、名言を紹介、2011年4月以降は「明日はなんの日」であるかを解説。「こんばんは。優香です」と挨拶し、解説の後、優香がその感想を述べ「優香でした」と締める。
開始時は『BATTLE TALK RADIO アクセス』終了直後のミニ番組として、2010年4月5日からは『ニュース探究ラジオ Dig』の前半部と後半部（『ニュース探求ラジオ Dig 深夜営業』、2012年3月30日に終了）にはさまれる形で放送されていた。2011年秋の改編で番組終了とともにミニ番組枠が一旦廃止された。なお、24時前のミニ番組枠は2012年春に『Dig 深夜営業』のコーナーから独立した『BLITZ POWER PUSH』で復活している。

## スポンサー
当初は東京電力の一社提供。タイトルの「Switch!」は東京電力のオール電化推進キャンペーンのキャッチコピーであった。
- 2011年の放送は東日本大震災による福島第一原子力発電所事故の発生以後、以下のようになった。
  - 3月11日・14日 - 提供クレジットなしで放送
  - 3月15日 - 放送休止（静岡県東部地震発生による『Dig』の延長のため）
  - 3月16日から最終回まで - スポンサーなしで放送

## テーマソング
- オープニング・エンディング
  - Starry Mice Parade（DE DE MOUSE）　2011年4月4日-2011年9月30日
  - Sundown River（I Am Robot And Proud Remix）（DE DE MOUSE）　2009年10月5日-2011年4月1日